# San Benito Abad (ort)
San Benito Abad är en ort i Colombia.   Den ligger i departementet Sucre, i den norra delen av landet, 500 km norr om huvudstaden Bogotá. San Benito Abad ligger 23 meter över havet och antalet invånare är 18 181. Den ligger vid sjön Ciénga Doña Luisa.
Terrängen runt San Benito Abad är mycket platt. Runt San Benito Abad är det glesbefolkat, med 17 invånare per kvadratkilometer. Det finns inga andra samhällen i närheten. 